# رولاند برونر
رولاند برونر (بالألمانية: Roland Brunner)‏ هو متزلج سريع نمساوي، ولد في 12 أغسطس 1970.

## وصلات خارجية
- رولاند برونر على موقع SpeedSkatingBase.eu (الإنجليزية)
- رولاند برونر على موقع SpeedSkatingNews.info (الإنجليزية)
- رولاند برونر على موقع SpeedSkatingStats.com (الإنجليزية)
- رولاند برونر على موقع اللجنة الأولمبية الدولية (الإنجليزية)
- رولاند برونر على موقع أوليمبيديا (الإنجليزية)